# 拜納姆 (北卡羅萊納州)
拜納姆（英語：Bynum）是位於美國北卡羅萊納州查塔姆縣的非建制地區。

## 歷史
拜納姆的郵局於1890年設立，其後於2006年停運。

## 地理
拜納姆所處的海拔為高於海平面104米（即341英呎），而該地所採用的時區為UTC-5，即北美东部时区（EST）。同時該地設有夏令時間，為UTC-5調快一小時，即UTC-4（EDT）。